# Pismo japońskie

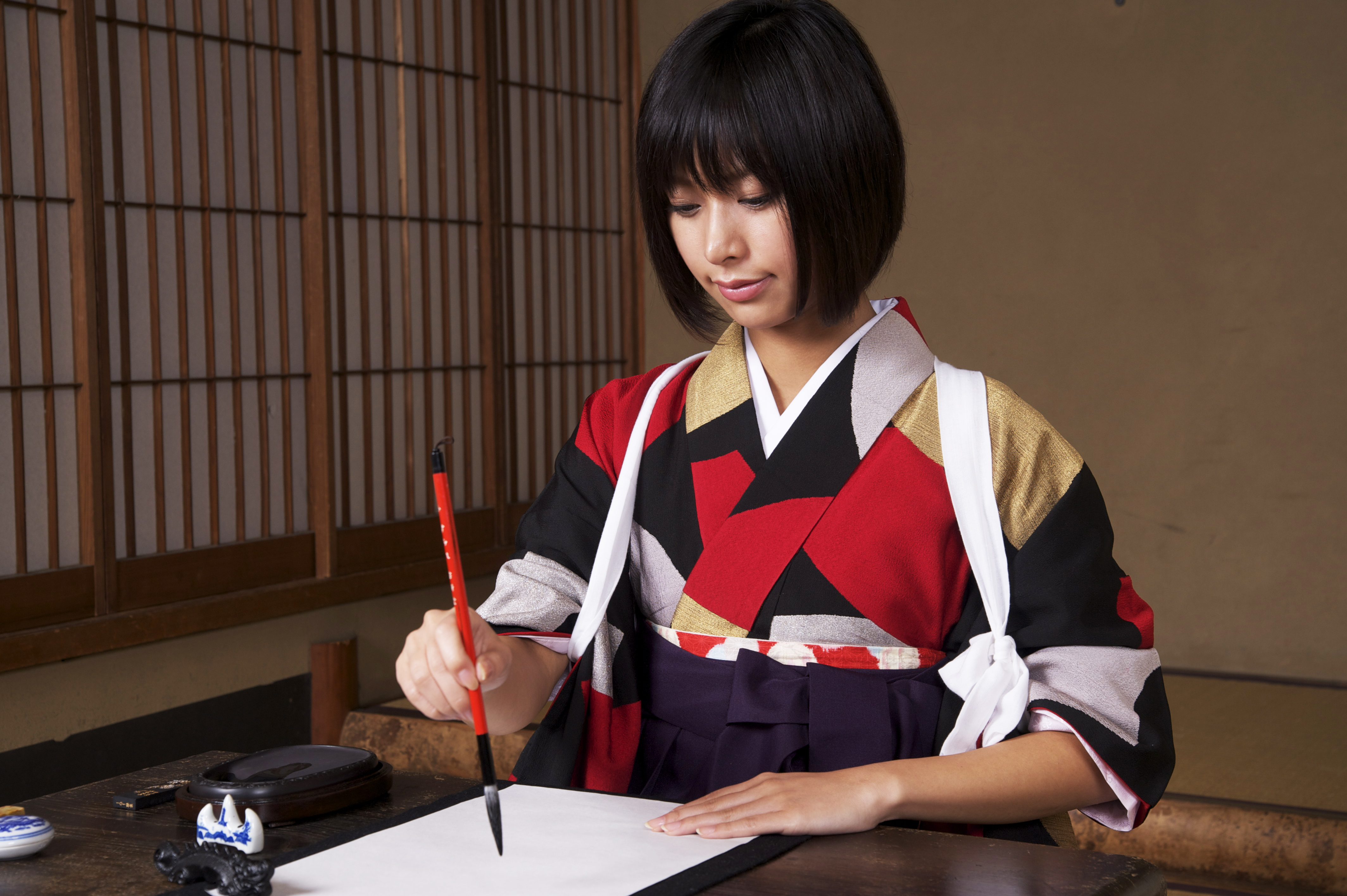
Fūka Ryō, mistrzyni kaligrafii, ur. 1985, przed rozpoczęciem pisania, obok niej przybory do kaligrafii

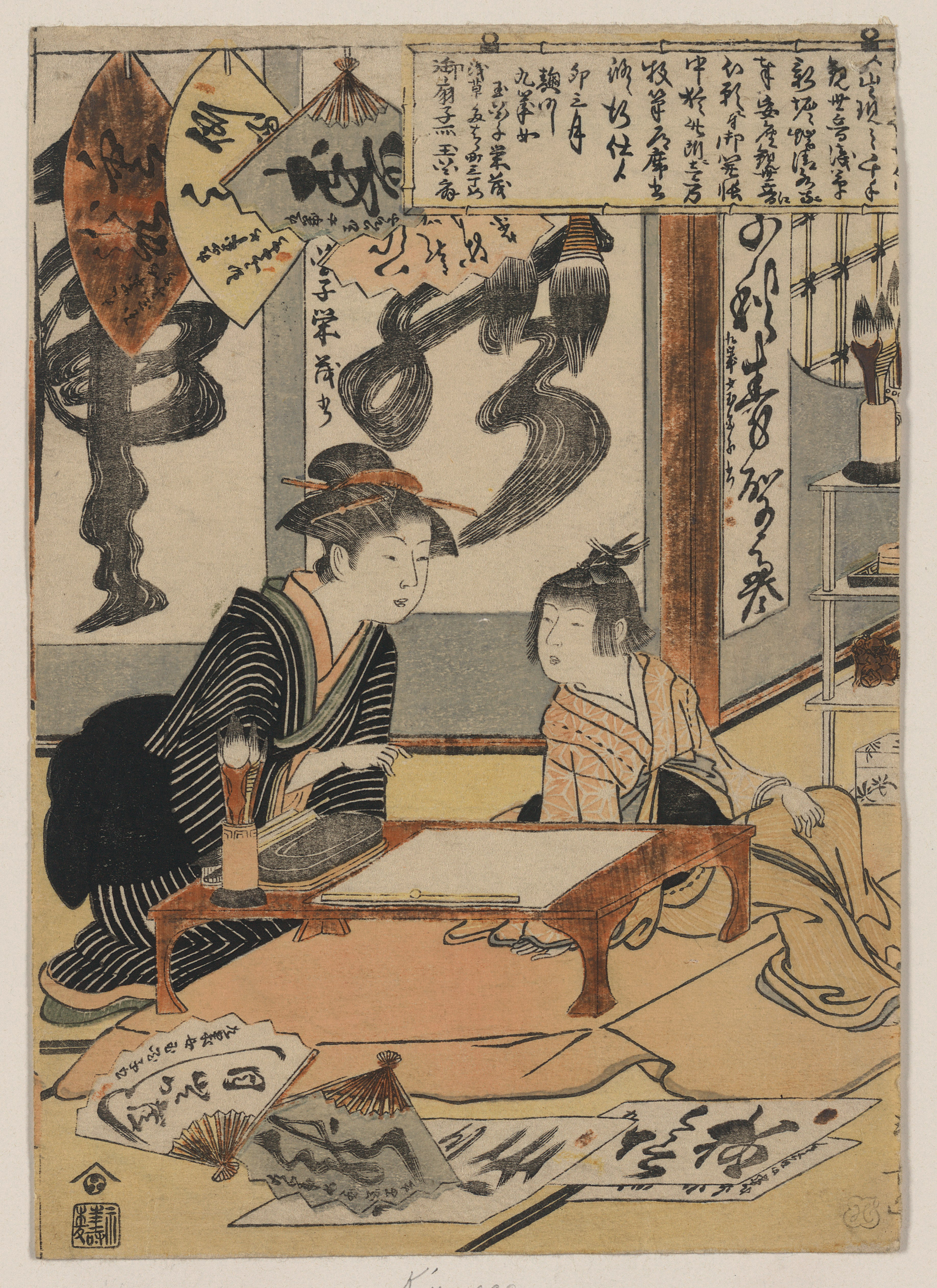
Kiyonaga Torii (1752–1815), Eimo Gyokkashi, dziewczynka z talentem do kaligrafii, obok nauczycielka

Pismo japońskie (jap. 日本語の表記体系 nihongo no hyōki taikei; system wyrażania języka japońskiego przy pomocy pisma) – system zapisu języka japońskiego, składający się z trzech rodzajów znaków: (1) kanji (pismo chińskie), (2) sylabariusza hiragana (pismo fonetyczne, utworzone z uproszczenia całych znaków kanji), (3) sylabariusza katakana (pismo fonetyczne, utworzone z fragmentów kanji). 

## Podział na grupy znaków
Kanji (漢字, dosł. „znaki Hanów”, co w tym przypadku jest synonimem „znaków pisma chińskiego”). Kanji służą do zapisu rdzeni japońskiego słownictwa. Obejmują: słowa pochodzenia chińskiego, zwłaszcza rzeczowniki, rdzenie czasowników i przymiotników oraz słowa ułożone w Japonii na wzór chiński, a także japońskie słowa rodzime.
Od 1995 roku japońskie stowarzyszenie o nazwie 日本漢字能力検定協会 (Nihon Kanji Nōryoku Kentei Kyōkai, ang. Japanese Kanji Proficiency Society) organizuje krajowe głosowanie na znak kanji, który najlepiej odzwierciedla wydarzenia minionego roku (今年の漢字 Kotoshi no kanji). Wynik zostaje ogłoszony podczas ceremonii, zazwyczaj w dniu 12 grudnia (Dzień Kanji), w znanej świątyni Kiyomizu, w Kioto.
Hiragana (平仮名, ひら仮名, ひらがな) – kursywny (zaokrąglony) system pisma sylabicznego, służący m.in. do zapisu odmiennych końcówek gramatycznych, partykuł, przedrostków i przyrostków, słów japońskich, które nie mają z różnych powodów zapisu kanji. Hiragana jest również używana w postaci pomniejszonej jako furigana, zapisywana powyżej (w piśmie poziomym) lub obok, po prawej stronie (w piśmie pionowym) kanji, aby wskazać ich właściwą wymowę.
Katakana (片仮名, カタカナ) – służy do zapisywania nazw własnych, nazwisk i imion pochodzenia obcego, słownictwa zapożyczonego z języków zachodnich, wyrazów dźwiękonaśladowczych, nazw naukowych, podkreśleń, nacisków (podobnie jak w przypadku polskiej kursywy lub wytłuszczenia).
Wszystkie powyższe grupy znaków występują jednocześnie obok siebie, zastępują się i wzajemnie uzupełniają. Mają bowiem różne funkcje. Ponadto we współczesnym języku japońskim używa się także alfabetu łacińskiego czyli rōmaji (ローマ字, dosł. znaków rzymskich) oraz cyfr arabskich.

## Historia
W pierwszych wiekach naszej ery Japończycy nie mieli własnego pisma, ale w miarę rozwoju kontaktów z Chinami przyjmowali chińskie zwyczaje, wiedzę, instytucje czy wzorce zachowań i dostosowywali je do własnych celów. Podobnie stało się z chińskimi znakami pisma, które poprzez Półwysep Koreański dotarły do Japonii w IV wieku. W ciągu następnych dwustu lat napływały chińskie księgi filozoficzne i buddyjskie, stając się przedmiotem studiów arystokracji japońskiej i mnichów buddyjskich. Czytając sutry, stopniowo wprowadzali do języka japońskiego chińskie słowa i terminy, początkowo religijne, ale wkrótce moda posługiwania się słowami chińskimi rozszerzyła się na inne obszary życia Japończyków. Znajomość chińskich słów świadczyła o solidnym wykształceniu.
Początkowo Japończycy używali znaków chińskich wyłącznie ze względu na wartości fonetyczne z pominięciem znaczenia znaku. Pisano teksty w całości ideogramami chińskimi i odczytywano je po japońsku (kanbun 漢文). Na przykład japońskie słowo 山 (yama, „góra”) pisano 也麻, z pierwszym znakiem jako ya i drugim ma. Ta metoda pisania jest określana jako 万葉仮名 man’yōgana, ponieważ była szeroko zastosowana w 万葉集 Man’yōshū, antologii wierszy japońskich z VIII wieku. Po raz pierwszy dla określonych wartości fonetycznych używano w niej tych samych znaków pisarskich.
Ze względu na to, że było to wyjątkowo uciążliwe, a przede wszystkim dlatego, że chiński i japoński nie mają ze sobą nic wspólnego pod względem fonetycznym, morfologicznym i składniowym, Japończycy zmuszeni byli do wynalezienia uproszczonego, sylabicznego systemu pisma, którym stała się kana 仮名. W ten sposób doprowadzono do możliwości zapisywania m.in. końcówek fleksyjnych i man’yōgana w wyniku stopniowych uproszczeń przekształciła się w dwa sylabariusze: hiraganę 平仮名 i katakanę 片仮名.
Równocześnie posługiwano się także słowami rdzennie japońskimi, choć do ich zapisu używano znaków chińskich. Spowodowało to, że znaki chińskie zaczęły być używane dla ich znaczenia. Kanji były zatem używane do pisania słów pochodzenia chińskiego lub słów japońskich chińskimi znakami przedstawiającymi to samo lub podobne znaczenie, a elementy gramatyczne zaczęto pisać fonetycznie przy pomocy dwóch sylabariuszy, w których każdy znak reprezentuje wyłącznie sylabę. Dobrym przykładem może być właśnie słowo „góra”, japońskie yama, przypisane słowu sinojapońskiemu san (słowa tego rodzaju występują w japońskim głównie w „złożeniach”, tu np. 山脈 sanmyaku, „łańcuch górski”), opartemu na starej chińskiej wymowie (współczesny chiński, to shān).
W wyniku tego większość chińskich znaków można odczytać po japońsku (czytanie kun’yomi 訓読み) i po sinojapońsku (czytanie pochodzące z chińskiego on’yomi 音読み). Np. znak 車 kuruma, czyli „powóz”, ma również czytanie sinojapońskie: sha, np. w wyrazach-złożeniach: basha 馬車 „powóz konny” , jitensha 自転車 „rower”  czy jidōsha 自動車 „samochód”. Niektóre znaki mają po kilka, a nawet kilkanaście czytań, co wynika z faktu, że z jednej strony znakom chińskim przypisano kilka wyrazów japońskich, z drugiej zaś – wyrazy chińskie zapożyczano w różnych okresach i z różnych obszarów Chin (np. znak 外 ma czytania sinojapońskie: gai, ge oraz czytania japońskie: soto, hoka, hazusu, hazureru).

## Kierunek pisma
Tekst japoński był tradycyjnie i jest nadal zapisywany pionowo (tategaki) np. w książkach, gazetach, komiksach. Znaki zapisywane są w kolumnach, od góry do dołu, a kolumny następują w kolejności od prawej do lewej. Historycznie zapis poziomy stosowany był jedynie w razie konieczności zmieszczenia napisu na poziomym i niskim miejscu, wówczas znaki zapisywane były również od prawej do lewej (np. nazwy świątyń buddyjskich, umieszczane na bramach wejściowych). Zapis poziomy od prawej do lewej zaniknął po II wojnie światowej. Obecnie zapis poziomy (yokogaki) biegnie od lewej do prawej i jest stosowany na równi z pismem pionowym. Zapis poziomy pojawił się pod koniec XIX wieku, w okresie Meiji, początkowo na potrzeby japońskich słowników języków europejskich. Duży wpływ miał na to język angielski oraz technika komputerowa, preferująca zapis tekstu poziomy od lewej do prawej. Zapis taki jest też wygodniejszy w tekstach naukowych i zawierających słowa z języków obcych.

## Pismo japońskie

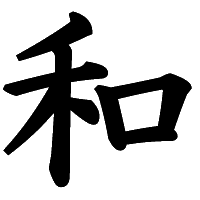
Znak kanji „harmonia”

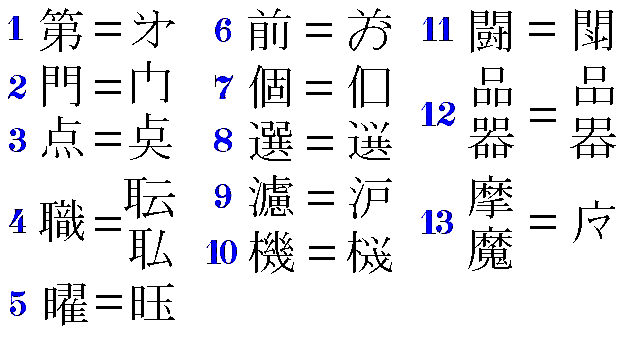
Ryakuji, skrócone kanji

Sylaba „a” zapisana hiraganą

Sylaba „a” zapisana katakaną

Przykład zastosowania okurigany

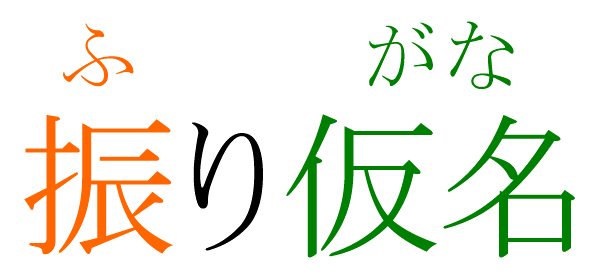
Przykład użycia furigany

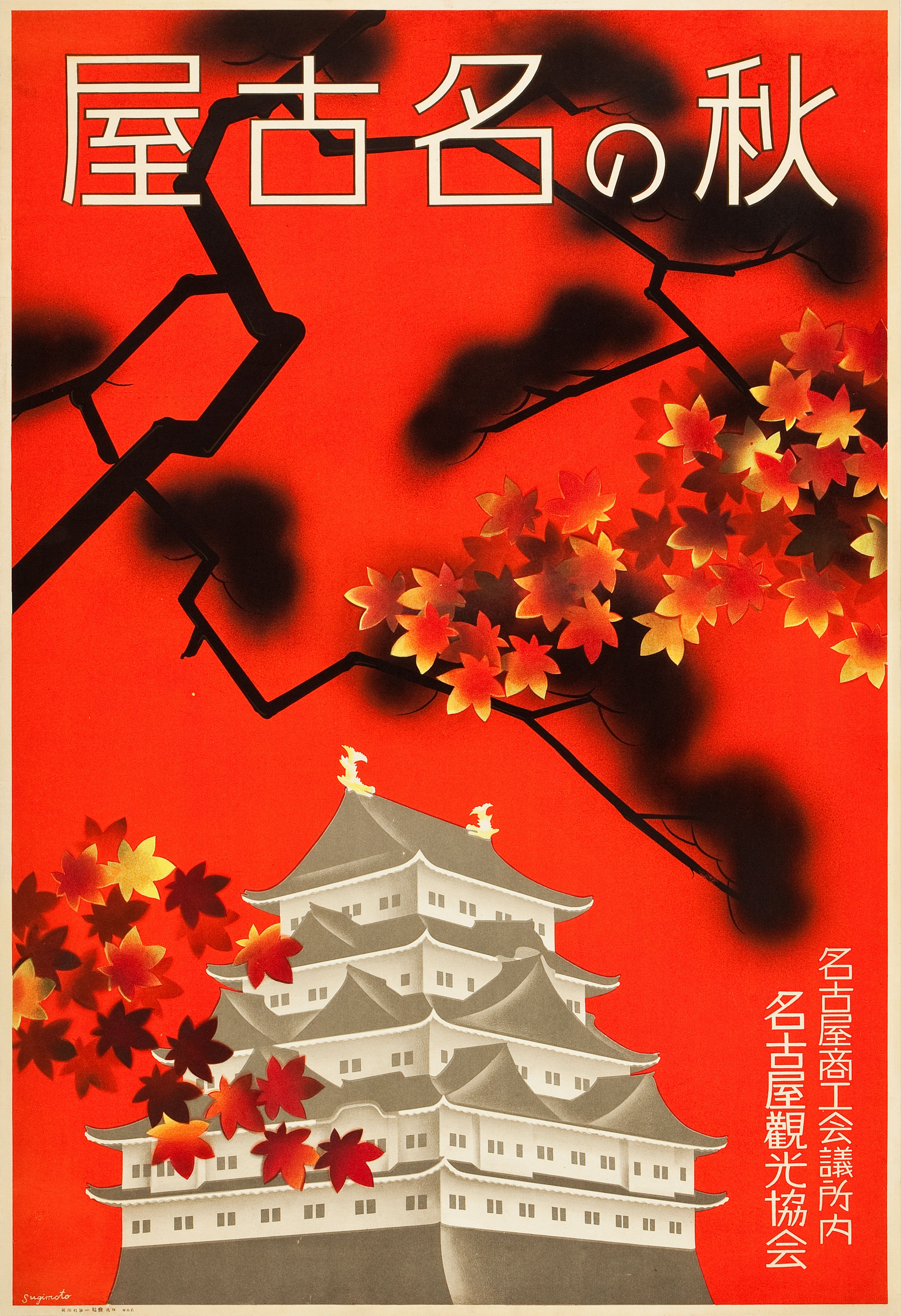
Plakat turystyczny z lat 30. XX w., napis u góry biegnący od prawej do lewej: Aki no Nagoya („Jesienna Nagoja”)

Aby czytać współczesne teksty i pisać po japońsku, powinno się znać:
- około 2000 kanji, a dokładnie 2136 wymienionych w oficjalnej liście znaków współczesnego języka japońskiego (Jōyō kanji-hyō). Znaki te są używane w ogólnym życiu społecznym, m.in. w aktach prawnych, przepisach, regulacjach, tekstach publikowanych, gazetach, magazynach, środkach masowego przekazu[10];
- dwa sylabariusze kana, czyli hiraganę i katakanę;
- transkrypcję Hepburna (Hebon-shiki rōmaji, dosł. znaki łacińskie metodą Hepburna), czyli zapis alfabetem łacińskim, aby m.in. móc posługiwać się słownikami. Pewna grupa słów, jak skróty obcojęzyczne (np. NATO, ASEAN), jest zwykle pisana w rōmaji;
- kunrei-shiki rōmaji, pod kątem różnic w stosunku do transkrypcji Hepburna.

Jako przykład jednoczesnego występowania różnych rodzajów pisma, nie tylko w całym zdaniu, ale w jednym słowie, może służyć 消しゴム keshi-gomu czyli „gumka do ścierania”: 消 → kanji oznaczający „wymazywanie”, „usuwanie”; し → końcówka gramatyczna napisana hiraganą; ゴム → obce słowo „guma” zapisane katakaną.   

### Kanji
O ile nauka kany jest stosunkowo prosta, choćby z materiałów ogólnie dostępnych w Internecie (np. na polskich Wikibooks), o tyle nauka kanji wymaga więcej czasu i pracy.

#### Cechy znaków
Jedną z najważniejszych cech znaków jest ich zdolność do przekazywania znaczenia. Jest to temat licznych prac prezentujących sprzeczne teorie. Niektórzy uważają, że znaki te zostały opisane jako logograficzne (symbole dla słów), ideograficzne (symbole idei) i morfograficzne (symbole dla morfemów). Zagadnienie jest kontrowersyjne, ale przyjmuje się, że niezależnie od tego, jakie jednostki językowe odpowiadają znakom, ich zasadniczą naturą jest przekazywanie zarówno znaczenia, jak i dźwięku:
- każdy kanji ma formę, dźwięk i znaczenie;
- jedną z cech kanji jest ich zdolność do przekazywania znaczenia;
- można je łączyć ze sobą, tworząc złożone wyrazy;
- kanji zapewnia wizualny link, który wykracza poza ich różne wymowy;
- słowa złożone są często semantycznie przejrzyste, to znaczy, że ich znaczenie wynika w sposób mniej lub bardziej oczywisty z ich składników, ponieważ każda postać ma odrębną formę (i znaczenie);
- kanji ułatwiają odróżnianie homofonów[b][6].

W podręcznikach i materiałach dla dzieci japońskich używa się zazwyczaj hiragany, stopniowo wprowadzając kanji. W tekstach służących m.in. do nauki japońskiego dla cudzoziemców obok znaków kanji lub ponad nimi umieszcza się ich fonetyczny zapis hiraganą, katakaną lub alfabetem łacińskim. Zapis ten nazywa się wówczas furiganą.

#### Skracanie pisowni znaków
Przy pisaniu odręcznym znaków o wielu kreskach (np. w listach, notatkach) stosuje się umowne skróty ograniczające ich liczbę, tym samym przyspieszając pisanie. Takie znaki nazywają się hissha ryakuji lub w skrócie ryakuji. Częstym takim skrótem jest np. 門 mon „brama” → 门.

#### Znaki użyte fonetycznie
Znaki kanji stosuje się czasem w piśmie japońskim jako zapis fonetyczny, czasem także ze względu na bliskoznaczność. Nazywają się ateji (当て字) i nie odnoszą się do słów pochodzenia chińskiego. Zostały one przypisane do słów już istniejących lub zapożyczeń. Przykładem użycia znaków zarówno na znaczenie, jak i wymowę, jest wyraz kurabu (klub) zapożyczony z języka angielskiego (club). Oprócz zapisu katakaną (クラブ), spotyka się wersję kanji w postaci: 倶楽部. Znaki czyta się kolejno: ku, ra(ku), bu, co można w wolnym tłumaczeniu zrozumieć jako „miejsce wspólnej zabawy”. Takie użycie znaków ma również na celu nadanie nazwie eleganckiego, prestiżowego charakteru.

#### Kokuji
Znaki kanji zostały wymyślone przez Chińczyków, a następnie wprowadzone do Japonii. Jednakże Japończycy stworzyli także własne znaki w oparciu o znaki Hanów. Są to kokuji ( 国字 ) i tak są oznaczane w słownikach lub inaczej wasei-kanji ( 和製漢字 ). Na przykład znak ( 働 ) hataraku, „pracować”, został stworzony ze znaku-klucza „człowiek” ( 亻) oraz znaku ( 動 ) ugoku, „poruszać się”, a zatem „poruszająca się osoba”, „osoba w ruchu” znaczy „praca”, „pracować”.
Ponieważ te kanji zostały wynalezione w Japonii, często mają tylko japońskie czytanie, kun’yomi bez czytania sinojapońskiego on’yomi. Na przykład znak ( 込 ) komu, który znaczy „być zatłoczonym” „tłoczyć się” (ma także funkcje gramatyczne) jest japońskim dziełem i nie ma czytania sinojapońskiego.

### Hiragana
Hiragana powstała z potrzeby przystosowania chińskich znaków do gramatyki języka japońskiego. Została utworzona z man’yōgana. Zaprzestano bowiem używania kanji do wymowy i opracowano ten sylabariusz (w japońskim nie wyróżnia się poszczególnych głosek, lecz całe sylaby) wywodzący się z pisma kursywnego („trawiastego”, sōsho 草書, kaligraficznego stylu chińskiego). Były to graficzne skróty znaków chińskich. Legendy i niektóre źródła przypisują powstanie hiragany mnichowi, mistrzowi kaligrafii, o imieniu Kūkai (774–835). Przebywał on w Chinach, studiując buddyzm, w czasie panowania dynastii Tang i powrócił do Japonii z wielką kolekcją pism.
Zmiana nie została zaakceptowana przez wszystkich, gdy została opracowana po raz pierwszy. Elity i osoby wysoko postawione wolały korzystać z kanji (były używane m.in. do sporządzania oficjalnych dokumentów).
Historycznie, regularna forma (kaisho, 楷書) kanji była używana przez mężczyzn, podczas gdy forma zapisu pismem „trawiastym” była używana przez kobiety, które na ogół nie miały dostępu do tego samego poziomu wykształcenia co mężczyźni. Cieszyła się popularnością wśród dam dworu cesarskiego i dlatego uważana była za „pismo kobiece” (onna-de 女手). Kobiety z arystokracji używały jej do korespondencji osobistej i tworzenia literatury.
We współczesnym języku japońskim hiragana oddaje dźwiękową stronę języka oraz pełni funkcje gramatyczne. Ze względu na sposób koniugacji czasowników i przymiotników w języku japońskim, same kanji nie wystarczają. Hiragana jest używana m.in. do: zapisu końcówek fleksyjnych czasowników i przymiotników (temat wyrazu zapisuje się z reguły znakiem chińskim, a dodane końcówki zapisane hiraganą to okurigana), zapisu słów bez reprezentacji kanji, słów już nie pisanych w kanji.
Hiragana jest wykorzystywana także w postaci małych znaków umieszczanych powyżej (przy piśmie poziomym) lub z prawej strony (przy piśmie pionowym) jako furigana, narzędzie wyjaśniające sposób odczytywania kanji. Furigana jest używana m.in. w tekstach dla dzieci i obcokrajowców uczących się japońskiego oraz gdy kanji są szczególnie trudne lub nietypowe.
Japońskie dzieci jako pierwszy system pisania poznają właśnie hiraganę i właśnie w niej zapisana jest większość książek dla dzieci.

### Katakana
System zapisu katakaną został opracowany w IX wieku (w początkowym okresie Heian) przez buddyjskich mnichów. W przeciwieństwie do hiragany, jedynie mężczyźni używali tego sylabariusza do oficjalnych dokumentów.
Słowo katakana znaczy częściowa, fragmentaryczna kana, ponieważ jej znaki pochodzą z komponentów bardziej złożonych kanji. Składa się również z 48 znaków. Każdy ze znaków hiragany ma swój odpowiednik w katakanie.
Obecnie używa się jej m.in. do zapisywania obcych nazw własnych i nazwisk, nazw roślin i zwierząt oraz bardzo licznych wyrazów zapożyczonych z innych języków (np. ‘komputer’ コンピューター konpyūtā). Zdarza się również, że zapisuje się katakaną japońskie słowa, aby dodać im emfazy lub podkreślić ich znaczenie np. w funkcji kursywy. Katakana chętnie używana jest przez twórców komiksów manga, gdzie korzysta się z niej do zapisu wyrazów onomatopeicznych. Zdarzają się również słowa hybrydowe powstałe w wyniku połączenia słów japońskich ze słowami obcymi. Przykładem może być karaoke カラオケ, gdzie kara (poza tym zapisywane 空) oznacza ‘pusty’, natomiast oke jest skrótem wymowy angielskiego słowa orchestra. To słowo w całości najczęściej zapisuje się właśnie katakaną.

### Znaki diakrytyczne
W obu sylabariuszach (hiraganie i katakanie) używa się dwóch ważnych, udźwięczniających znaków diakrytycznych, znanych także jako nigori-ten 濁り点 (po pol. używa się słowa „nigoryzacja” lub w skrócie nigori):
- dakuten ( ゛) – 濁点, dakuten, zwany także 点々 ten-ten (znak 々 odori-ji oznacza powtórzenie znaku poprzedniego);
- handakuten ( ゜) – 半濁点, handakuten, zwany także 丸 maru.

### Znaki powtórzenia
W piśmie japońskim występują także znaki, które są nazywane m.in.: odori-ji, kasane-ji lub okuri-ji. Służą one wyłącznie jako znaki powtórzenia:
- ( 々 ) oznacza powtórzenie jednego znaku występującego przed nim, np.: 時時 → 時々 – tokidoki, „czasami, od czasu do czasu“; 所所 → 所々 – tokorodokoro, „tu i tam”, „w różnych miejscach”;
- znak w kształcie ku ( 〱 ) z hiragany, używany jest w piśmie pionowym do reprezentowania powtórzenia dwóch lub więcej znaków, przy udźwięcznieniu ( 〲 );
- ( ゝ ) znak powtórzenia w hiraganie, przy udźwięcznieniu ( ゞ ), np.: ここ → こゝ – koko, „tutaj”;
- ( ヽ ) znak powtórzenia w katakanie, przy udźwięcznieniu ( ヾ ), np.: バナナ → バナヽ – banana, „banan”;
- ( 〃 ) znak ditto wskazujący powtórzenie znaków zapisanych powyżej, w tym liczby i wyrażenia w tabelach;
- ( 〻 ) rzadko używany znak powtórzenia w piśmie pionowym[14][11].

### Podwojenie spółgłosek (geminacja)
W języku japońskim występuje podwojenie spółgłosek (促音 sokuon), które zapisuje się przy pomocy małego tsu: dla słownictwa rodzimego – w hiraganie ( っ ) i w obcych słowach – w katakanie ( ッ ). Na przykład 切った (きった, kitta) oznacza czas przeszły od „ciąć”, a w słowie obcym np. バッグ (baggu) z ang. „torba”.
We współczesnym języku potocznym, do niektórych przymiotników i przysłówków można zastosować geminację, aby je wzmocnić emocjonalnie, np.: すごい (sugoi, „wspaniały”, „zadziwiający”) jest słabsze niż すっごい (suggoi, „naprawdę niesamowite”).
Spółgłoski, które mogą być podwajane to: ( k ), ( s ), ( t ), ( p ).

### Kropka środkowa
Znak (・) zwany m.in. nakaguro, nakaten, nakapotsu (ang. „katakana middle dot”) w formie czarnej kropki umieszczonej na wysokości średniej linii pisma, stosowany głównie w funkcji oddzielającej:
- przy wyliczaniu, zamiast przecinka, np. „szkoła podstawowa i średnia”: 小、中学校 → 小・中学校, shō・chūgakkō;
- przy oddzielaniu obcych słów i nazw, kiedy są pisane kaną np. „komputer osobisty”:  パーソナル・コンピューター, pāsonaru・konpyūtā;
- jako separator dziesiętny podczas pisania liczb w kanji: 五・六四 (5,64).

## Kodowanie pisma japońskiego
Istnieje wiele systemów kodowania japońskich znaków. Dzielą się one na:
- oparte na JIS:
  - ISO-2022-JP
  - Shift-JIS(inne języki)
  - EUC (Extended Unix Code)(inne języki) – japońskie znaki zajmują 2 bajty, rōmaji 1 bajt. Jak sama nazwa wskazuje, popularny głównie na Uniksach.
- oparte na Unikodzie
  - UTF-8 – mało popularny, ponieważ japońskie znaki zajmują 3, a nie 2 bajty.
  - UTF-16 – japońskie znaki zajmują 2 bajty, znaki rōmaji również.

## Fonty japońskie
Najpopularniejsze style fontów japońskich to Minchō i Gothic.